# Məşədilər (Tovuz)
Məşədilər  è un comune dell'Azerbaigian situato nel distretto di Tovuz.